# A Kind of Magic
A Kind of Magic je dvanácté album britské skupiny Queen, které bylo vydané v roce 1986. Jmenuje se podle skladby A Kind of Magic, která na tomto albu vyšla poprvé.
Od června do srpna 1986 proběhlo turné Magic Tour, které bylo posledním turné v klasické sestavě Queen.
John Deacon se na tomto albu podílel poměrně velkou měrou. Kromě složení písně One Year Of Love a spolupráce s Freddiem Mercurym (Pain Is So Close To Pleasure, Friends Will Be Friends), album také produkoval.

## Seznam skladeb

### První strana
1. „One Vision“ (Roger Taylor) – 5:10
2. „A Kind of Magic“ (Taylor) – 4:24
3. „One Year of Love“ (John Deacon) – 4:26
4. „Pain Is So Close to Pleasure“ (Freddie Mercury, Deacon) – 4:21
5. „Friends Will Be Friends“ (Mercury, Deacon) – 4:07

### Druhá strana
1. „Who Wants to Live Forever“ (Brian May) – 5:15
2. „Gimme the Prize (Kurgan's Theme)“ (May) – 4:34
3. „Don't Lose Your Head“ (Taylor) – 4:38
4. „Princes of the Universe“ (Mercury) – 3:32

- Bonusové písně v originálním vydání (1986)

1. „Forever“ (May) – 3:20 - instrumentální verze písně „Who Wants to Live Forever“

- Bonusové písně přidáné při vydání firmou Hollywood Records v roce 1991:

1. „Forever“ (Brian May) – 3:20
2. „One Vision (Extended Vision)“ (Queen) – 6:23

### Singly
Singly z alba A Kind of Magic

1. „Who Wants to Live Forever / Killer Queen“
Vydáno: 18. září 1986
2. „A Kind of Magic / A Dozen Roses for My Darling“
Vydáno: 17. března 1986
3. „Pain Is So Close to Pleasure / Don't Lose Your Hand“
Vydáno: 20. dubna 1986
4. „Friends Will Be Friends / Gimme the Prize (Kurgan's Theme)“
Vydáno: 9. června 1986
5. „One Year of Love / Gimme the Prize (Kurgan's Theme)“
Vydáno: 4. června 1986
6. „One Vision / Blurred Vision“
Vydáno: 4. listopadu 1985
7. „Princes of the Universe / A Dozen Roses for My Darling“
Vydáno: 7. dubna 1986